# 京都市上京区の町名

上京区の位置

本項京都市上京区の町名（きょうとしかみぎょうくのちょうめい）では、同区内に存在する公称町名を一覧化するとともに、その成立時期・成立過程等について概説する。

## 区の概要
京都市街地の北部に位置する。東は左京区、北から西は北区、南は中京区に接する。面積7.11平方キロメートル。2009年3月現在の推計人口は約82,000人。
京都市制以前の明治12年（1879年）、京都府に「上京区」「下京区」が設置された。明治21年（1888年）には愛宕郡（おたぎぐん）の一部の村を編入。明治22年（1889年）、京都市制施行とともに京都市上京区となる。大正7年（1918年）には愛宕郡及び葛野郡（かどのぐん）の一部の村を編入した。昭和4年（1929年）、区の南部と東部の一部地域が分離され、新設の中京区、左京区、東山区に編入された。昭和30年（1955年）に北区を分区して以来、現在の境域となる。明治以降編入された愛宕郡及び葛野郡の旧村の区域は、現在は北区、左京区及び東山区に属している。
区の東には鴨川、西には天神川が流れ、それぞれ区境をなしている。区の東部には京都御所を含む京都御苑が広大な面積を占める。区内には他に相国寺、北野天満宮、同志社大学キャンパス、京都府庁などがある。

## 通り名を用いた住所の表記
京都の市街地においては「通り名」を用いて住所を表記することが行われている。この方式では、まず、家屋、ビルなどが直接面している通りの名を先に言い、その後に直近で交差する通りの名を付記し、「上ル／上る」（あがる）、「下ル／下る」（さがる）、「東入」（ひがしいる）、「西入」（にしいる）等と表記する。
- A通B西入 - 建物はA通（東西方向の道）に面しており、B通（南北方向の道）との交差点から西に入った地点にある。
- C通D上る - 建物はC通（南北方向の道）に面しており、D通（東西方向の道）との交差点から北に入った地点にある。

明治22年（1889年）の市制施行時に京都市域であった場所では、町名・番地の前に「A通B西入」等を併記したものが公式な住所の表記として用いられるが、通常は上記のような通り名による表記のみで住所を表す。（→「詳しくは京都市内の通り#住所」を参照。）

## 区内の町名の概要

### 町名の数など
京都市内の町名には「大原来迎院町」のように旧村名、旧大字名に由来する地名（前記例の場合は「大原」）を冠称するものと、「亀屋町」「菊屋町」のような単独町名とがあるが、上京区内の町名はすべて単独町名である。
区内の公称町名の数は、『角川日本地名大辞典 26 京都府』下巻によれば581町（1980年現在）であり、この町数は2009年現在も変化していない。なお、「笹屋町一・二・三丁目」「笹屋四・五丁目」「猪熊一・二丁目」を各1町とカウントした場合は、4町減って577町となる。
京都市においては「住居表示に関する法律」に基づく住居表示は実施されておらず、市内の公称町名については、「京都市区の所管区域条例」（昭和24年4月1日京都市条例第7号）が根拠となっている。「所管区域条例」には上京区に属する町として581町が挙げられており、上記『角川日本地名大辞典』と一致している。

### 町名の沿革
近世の京都では、二条通以北を上京、以南を下京と称し、上京には「上京十二組」「禁裏六丁組」、下京には「下京八組」という町組（ちょうぐみ）が組織されていた。町組は近隣の町の連合体、自治組織であり、その起源は判然としないが、室町時代には存在が確認される。
慶応4年（1868年）、京都府の成立とともに、上京の町組は1 - 45番組に編成されるが、翌明治2年（1869年）には町組改正で上京1 - 33番組に再編成された。明治5年（1872年）には上京1 - 33番組が上京1 - 33区と改められ、33に区分される点は変わらないが、旧1番組が3区になるなど、番号を振る順番が変化している。明治12年（1879年）、京都府に上京区・下京区が設置されると、前述の「区」は、番号はそのままで「組」と改称、上京1 - 33組となる。明治22年（1889年）、京都市制とともに、上京区・下京区は京都市の区となる。なお、近世と違い、二条通ではなく三条通が上京・下京の境となっている。この間、明治15年（1882年）には上京12組が同11組に編入。明治21年（1888年）には同年上京区に編入された旧愛宕郡の村域に上京34組が設定された。
明治25年（1892年）には「組」を「学区」に改組。旧上京1 - 33組は、上京第1 - 28学区に編成された。2ないし3の組を統合して1つの学区とした例があるため、数は33から28に減少している。このうち、第1 - 17学区がほぼ現在の上京区に相当し、第18 - 26学区は中京区の一部、27・28学区は左京区の一部にあたる。
昭和4年（1929年）に上京区の一部は新設の中京区、東山区、左京区に分離された。同年、学区名に小学校名を付して「成逸学区」「室町学区」のように称するようになる。昭和16年（1941年）の国民学校令の発布とともに学区制は廃止された。したがって、これらの学区は現在では正式の行政区域ではないが、「元学区」という形で、地域の通称としては現在も使われている。なお、学校の統廃合等により、元学区と現在の通学区とは一致していない。
下の表は、上述の変遷をまとめたものである。
上京区の元学区の変遷
| 明治2年          | 明治5年        | 明治12年       | 明治25年     | 昭和4年  |
| ---------------- | -------------- | -------------- | ------------ | -------- |
| 上京2番組        | 上京1区        | 上京1組        | 上京第1学区  | 成逸学区 |
| 上京6・7・13番組 | 上京5・2・10区 | 上京5・2・10組 | 上京第2学区  | 室町学区 |
| 上京1番組        | 上京3区        | 上京3組        | 上京第3学区  | 乾隆学区 |
| 上京5番組        | 上京4区        | 上京4組        | 上京第4学区  | 西陣学区 |
| 上京3番組        | 上京6区        | 上京6組        | 上京第5学区  | 翔鸞学区 |
| 上京4番組        | 上京7区        | 上京7組        | 上京第6学区  | 嘉楽学区 |
| 上京11番組       | 上京8区        | 上京8組        | 上京第7学区  | 桃薗学区 |
| 上京12番組       | 上京9区        | 上京9組        | 上京第8学区  | 小川学区 |
| 上京28・29番組   | 上京11・12区   | 上京11・12組   | 上京第9学区  | 京極学区 |
| 上京8・9番組     | 上京13・14区   | 上京13・14組   | 上京第10学区 | 仁和学区 |
| 上京10番組       | 上京15区       | 上京15組       | 上京第11学区 | 正親学区 |
| 上京15番組       | 上京16区       | 上京16組       | 上京第12学区 | 聚楽学区 |
| 上京16番組       | 上京17区       | 上京17組       | 上京第13学区 | 中立学区 |
| 上京14番組       | 上京18区       | 上京18組       | 上京第14学区 | 出水学区 |
| 上京17番組       | 上京19区       | 上京19組       | 上京第15学区 | 待賢学区 |
| 上京18・19番組   | 上京20・21区   | 上京20・21組   | 上京第16学区 | 滋野学区 |
| 上京30番組       | 上京22区       | 上京22組       | 上京第17学区 | 春日学区 |

区内の町名は、おおむね近世以来の町界・町名を現代に引き継いでいる。ただし、明治時代の初期に数か町が合併して新たに命名された町、北野天神の社領など、従来町名のなかった土地に新たに起立した町名などもかなりの数が存在する。京都御苑の地域には「京都御苑」という町名が付けられている。上京区の町としての「京都御苑」は昭和35年（1960年）に成立した。区内の他の町は遅くとも明治時代の初期には成立している。
区の北西部、翔鸞学区の区域は、大部分が北野天神の社領で、明治元年（1868年）に上京に編入されたものである。ただし、この地区の町名は大部分が近世以来のものである。区の南西部、仁和学区の区域は、大部分が旧葛野郡聚楽村、西ノ京村、大将軍村の各一部で、これらの村のうち早くから町地化していた区域（洛外町続）が明治元年に上京に編入されたものである。この地区の町名も大部分は近世以来のものである。

## 公称町名一覧
※五十音順の町名一覧は外部リンクの郵便番号一覧を参照。
| 元学区 | 公称町名 | 町数 |
| ------ | --- | ---- |
| 成逸   | 瑞光院前町、天神北町、上天神町、下天神町、寺之内竪町、若宮横町、若宮竪町、筋違橋町、新ン町、北仲之町、仲之町、前之町、東千本町、西千本町、社突抜町、社横町、西若宮北半町、西若宮南半町、竪社北半町、竪社南半町、東若宮町、東社町、中社町、薬師前町、田畑町、扇町 | 26   |
| 室町   | 森之木町、竹園町、下清蔵口町、岩栖院町、内構町、玄蕃町、継孝院町、上柳原町、下柳原北半町、下柳原南半町、室町頭町、柳図子町、裏風呂町、上木下町、下木下町、木下突抜町、大心院町、畠中町、道正町、内藤町、安楽小路町、挽木町、禅昌院町、本法寺前町、射場町、納屋町、古木町、妙顕寺前町、宝鏡院東町、裏築地町、上立売東町、高徳寺町、上御霊竪町、上御霊前町、上御霊中町、上御霊馬場町、上立売町、新御霊口町、相国寺門前町、蒔鳥屋町、築山北半町、築山南半町、瓢箪図子町、畠山町、中御霊図子町、元新在家町、新北小路町、玄武町、今出川町、岡松町、御所八幡町 | 51   |
| 乾隆   | 杉若町、閻魔前町、西五辻北町、花車町、作庵町、牡丹鉾町、西社町、戌亥町、木瓜原町、西芦山寺町、北玄蕃町、歓喜町、中猪熊町、新猪熊東町、西熊町、真倉町、姥ケ北町、姥ケ東西町、姥ケ西町、姥ケ寺之前町、姥ケ榎木町、桐木町、井田町、新猪熊町、大黒町、蛭子町 | 26   |
| 西陣   | 竹屋町、北舟橋町、山名町、花開院町、新美濃部町、大北小路東町、伊佐町、樋之口町、曼陀羅町、硯屋町、紋屋町、古美濃部町、聖天町、百々町、東西町、妙蓮寺前町、芝之町、芝薬師町、幸在町、阿弥陀寺町、土田町、藤木町、東石屋町、西石屋町、慈眼庵町、西北小路町、大猪熊町 | 27   |
| 翔鸞   | 末広町、佐竹町、南佐竹町、若松町、片原町、東柳町、西柳町、末之口町、滝ケ鼻町、鳥居前町、馬喰町、柏清盛町、風呂屋町、溝前町、老松町、東今小路町、西今小路町、観音寺門前町、紙屋川町、南上善寺町、西上善寺町、真盛町、社家長屋町、笹屋町四丁目、笹屋町五丁目、大文字町、元観音町、烏丸町、三条殿町、西今出川町、一観音町、松永町、毘沙門町、神明町、突抜町、玉屋町、北町 | 37   |
| 嘉楽   | 有馬町、竪亀屋町、上善寺町、南辻町、泰童片原町、北伊勢殿構町、一色町、西五辻東町、北小路中之町、東上善寺町、般舟院前町、中宮町、西亀屋町、元中之町、元四丁目、松屋町、笹屋町一丁目、笹屋町二丁目、笹屋町三丁目、西北小路町、菱屋町、今出川町、革堂町 | 23   |
| 桃薗   | 橘町、五辻町、西船橋町、北猪熊町、元伊佐町、横大宮町、橋詰町、南門前町、富小路町、寺今町、元妙蓮寺町、桜井町、下石橋町、石薬師町、南舟橋町、橋之上町、竪門前町、堀川上之町、徳屋町、晴明町、竪神明町、横神明町、弾正町、芝大宮町、観世町、薬師町、北之御門町、元北小路町、栄町、毘沙門町、桝屋町 | 31   |
| 小川   | 近衛殿表町、近衛殿北口町、元本満寺町、常盤井図子町、大峰図子町、上小川町、中小川町、実相院町、針屋町、靭屋町、革堂西町、革堂仲之町、東今町、戒光寺町、元百万遍町、西今町、村雲町、竪富田町、御三軒町、水落町、堀之上町、弁財天町、北兼康町、南兼康町、飛鳥井町、元図子町、西川端町、西無車小路町、一条横町、仲之町、西大路町、革堂町、東町、西町、頭町 | 46   |
| 小川   | 堀出シ町、徳大寺殿町、今図子町、北小路室町、梅屋町、武者小路町、一条殿町、一松町、福長町、小島町、観三橘町 | 46   |
| 京極   | 不動前町、桜木町、薮之下町、阿弥陀寺前町、十念寺前町、歓喜寺前町、上片原町、毘沙門横町、北横町、本満寺前町、立本寺前町、幸神町、上神輿町、下御輿町、松之木町、真如堂前町、真如堂突抜町、染殿町、大原口町、大原口突抜町、柳風呂町、上塔之段町、下塔之段町、革堂ノ内町、常盤井殿町、後藤町、青龍町、梶井町、九軒町、新夷町、一真町、鶴山町、表町、北之辺町、二神町、相生町、三栄町、三芳町、中御霊町、大宮町、扇町、栄町、毘沙門町、大猪熊町、米屋町 | 45   |
| 仁和   | 三軒町、白竹町、利生町、稲葉町、長門町、一番町、二番町、三番町、四番町、五番町、六番町、七番町、東町、西町（一条通御前通西入）、東竪町、下竪町、西上之町、川瀬町、天満屋町、下之町、大上之町、下横町、大東町、三助町、堀川町、西東町、行衛町、鳳瑞町、新建町、仲之町、突抜町、大宮町、北町、西町（一条通御前通東入） | 34   |
| 正親   | 須浜池町、智恵光院前之町、山里町、下山里町、今新在家町、高台院竪町、亀木町、福本町、東西俵屋町、菱丸町、長谷町、山王町、東石橋町、西中筋町、仲御霊町、百万遍町、革堂前之町、北新在家町、南新在家町、革堂之内町、伊勢殿構町、泰童町、新白水丸町、多門町、新桝屋町、加賀屋町、田丸町、丹波屋町、須浜町、高台院町、新柳馬場頭町、信濃町、愛染寺町、西富仲町、玉屋町、亀屋町 | 36   |
| 聚楽   | 堀川下之町、皀莢町、奈良物町、福大明神町、南俵町、北俵町、小寺町、猪熊一丁目、猪熊二丁目、飛弾殿町、庇町、榎町、北小大門町、南小大門町、新元町、梨木町、糸屋町、常陸町、藤五郎町、和水町、東堀町、下石橋南半町、下鏡石町、如水町、役人町、鏡石町、杉本町、須浜東町、菊屋町、神明町 | 30   |
| 中立   | 竜前町、薬屋町、花立町、清和院町、正親町、仕丁町、元頂妙寺町、讃州寺町、小川町、下小川町、油橋詰町、甲斐守町、松之下町、主計町、広橋殿町、三丁町、東日野殿町、西日野殿町、元真如堂町、西之口町、元浄花院町、元土御門町、土御門町、有春町、橋本町、東長者町、中橋詰町、菊屋町、頭町、亀屋町、東橋詰町、突抜町、一町目、二町目、東町、仲之町 | 36   |
| 出水   | 左馬松町、南清水町、秤口町、天秤丸町、白銀町、弁天町、分銅町、櫛笥町、北伊勢屋町、南伊勢屋町、天秤町、中務町、福島町、十四軒町、聚楽町、東辰巳町、西辰巳町、山本町、坤高町、新御幸町、二本松町、東天秤町、西天秤町、金馬場町、田村備前町、東神明町、西神明町、尼ケ崎横町、浮田町、中村町、下丸屋町、田中町、中書町、西院町、主税町、一町目、二町目、三町目、四町目、小山町 | 40   |
| 待賢   | 長尾町、上堀川町、下堀川町、元福大明神町、丸屋町、直家町、木屋之町、藁屋町、吉野町、北蟹屋町、南蟹屋町、森中町、小伝馬町、清元町、家永町、西橋詰町、橋西二町目、講堂町、中御門横町、西丸太町、桝屋町、一町目、四町目、亀屋町、蛭子町、荒神町、大黒町、中之町、菱屋町 | 29   |
| 滋野   | 丁子風呂町、東裏辻町、夷川町、茶屋町、勘兵衛町、八幡町、上鍛冶町、大黒屋町、西裏辻町、五町目町、六町目、薮之内町、紹巴町、東魚屋町、西山崎町、桜鶴圓町、堀松町、春日町、勘解由小路町、武衛陣町、大門町、御霊町、常泉院町、門跡町、今薬屋町、両御霊町、春帯町、西鷹司町、中出水町、西出水町、五町目、東立売町、養安町、三町目、四町目、米屋町、西大路町、東橋詰町、近衛町（油小路通）、鷹司町（17-22番地）、近衛町（室町通）、鷹司町（53-74番地） | 42   |
| 春日   | 上之町、南町、真町、袋町、俵屋町、駒之町、上生洲町、出水町、伊勢屋町、東土御門町、高島町、新烏丸頭町、信富町、錦砂町、東桜町、宮垣町、松蔭町、中之町、桝屋町、亀屋町、荒神町 | 21   |
|        | 京都御苑 |      |

1. 1 2  室町学区の一部の町が、平成20年（2008年）4月に小川学区に移った[3]。そのため室町学区の町数は62から51に、小川学区の町数は35から46になった。
2. ↑  「笹屋町」を1町と数えた場合は36。
3. ↑  「笹屋町」を1町と数えた場合は21。
4. ↑  下段の11町はもと室町学区に位置していたが、通学区域としては昭和23年（1948年）4月に室町校から小川校に変更になり[4]、平成20年（2008年）4月に室町学区から小川学区となった[3]。
5. ↑  「猪熊」を1町と数えた場合は29。
6. ↑  住民基本台帳人口の元学区別統計では、京都御苑は15番地以外が滋野学区、15番地が京極学区とされている。

## 特色ある町名

### 区内の同一町名
上京区では、同一の町名が区内の別の場所に複数存在する例が下記の33組ある。たとえば、「今出川町」という町は、京都御苑の北西、「今出川通烏丸西入」にあるほか、そこから数百メートル西に離れた「元誓願寺通浄福寺西入」にも同じ名の町がある。これらはいわゆる飛地ではなく、起源を異にする別個の町である。この2つの「今出川町」には別個の郵便番号が設定されている（他の同一町名についても同様）。
上京区内に同一町名が複数存在するもの
一町目（3か所）、今出川町、蛭子町、扇町、大猪熊町、大宮町、頭町、亀屋町（4か所）、菊屋町、北町、荒神町、革堂町、近衛町、米屋町、栄町、三町目、神明町、大黒町、鷹司町、玉屋町、突抜町（3か所）、中之町、仲之町（4か所）、西大路町、西北小路町、西町（3か所）、二町目、東橋詰町、東町（3か所）、菱屋町、毘沙門町（3か所）、桝屋町（3か所）、四町目（3か所）
注記のないものは各2か所
郵便番号一覧表では、同一町名については通り名を注記して区別している。このうち、郵便番号602 - 8368の「北町」に付された注記は非常に長く、「上の下立売通天神道西入上る」から始まって21パターンの通り名表示が列挙されている。

### 人口0の町
以下の町は2009年4月1日現在の住民基本台帳人口が0人である。
- 玄武町（室町学区）
- 土田町（西陣学区）
- 橋詰町、堀川上之町（桃薗学区） - 両町ともに現在は全域が堀川通の道路敷。
- 常盤井殿町（京極学区）
- 堀川下之町（聚楽学区）- 現在は堀川通の道路敷。
- 正親町（中立学区） - 上京中学校と新町小学校〔旧中立小学校〕のグラウンド。
- 東日野殿町（中立学区）
- 両御霊町（滋野学区）

### その他
- 四町目 - 待賢学区の「四町目」と滋野学区の「四町目」は、堀川通りを挟んで隣り合っている。
- 近衛町、鷹司町 - 両町ともに、滋野学区内に同一町名が2か所ずつある。
- 五町目、五町目町 - 両町ともに滋野学区内にある。
- 新北小路町 - 同志社大学キャンパス敷地の一部。